# Комиссия имени Нестора Паса Саморы
Комиссия имени Нестора Паса Саморы (исп. Comision Nestor Paz Zamora, CNPZ) — боливийская ультралевая марксистско-ленинская организация городских партизан, ставшая публично известной в октябре 1990 года. Она была названа в честь Нестора Паса Саморы, брата Хайме Паса Саморы (который тогда был президентом Боливии) и участника партизанского восстания 1970 года в Теопонте.

## Похищение
11 июня 1990 года члены группы похитили бизнесмена Хорхе Лонсдейла, руководящего менеджера разливочной фирмы Vascal (боливийского дистрибьютора Coca-Cola), акционера газеты La Razón и члена социального клуба Ла-Паса, потребовав за его освобождение выкуп в размере 500 000 долларов США. Власти и члены семьи Лонсдейла изначально не знали, что его похищение было актом политической организации, а не обычной попыткой получить выкуп.
Члены группировки заявили о своем существовании посредством распространения граффити с аббревиатурой организации и фразой Bolivia digna y soberana (Боливия достойна и суверенна) в августе 1990 года. Группа впервые привлекла международное внимание после нападения на гауптвахту морской пехоты у посольства США в октябре 1990 года. Во время октябрьского нападения был застрелен полицейский. Группа также заложила взрывчатку на бюст Джона Кеннеди в центре Ла-Паса.
4 декабря спецотряд полиции Centro Especial de Investigaciones Policiales (CEIP) задержал Эваристо Саласара, одного из двух членов перуанского Революционного движения имени Тупака Амару, действующего в рядах CNPZ, во время спецоперации, в ходе которой семья Лонсдейла обещала предоставить выкуп. Боливийская полиция запытала Саласара до смерти, но обнаружила место, где группа удерживала бизнесмена, который в итоге той же ночью погибнет от рук силовиков.
Во время полицейской операции похищенный бизнесмен и трое боевиков CNPZ были убиты выстрелами, а двое других членов CNPZ были схвачены живыми. В отчете судебно-медицинской экспертизы указывается, что по крайней мере один из боевиков, гражданин Италии Михаэль Нотдурфтер (бывший семинарист-иезуит, прибывший в Боливию в 1980-х годах и присоединившийся к вооружённой борьбе из-за продиктованной религиозными представлениями преданности делу бедноты), был застрелен с близкого расстояния — по всей видимости, казнен полицейскими.
Согласно заявлению, сделанному в 2006 году бывшим перуанским партизаном Данте Льимайлой Уаманом, выстрелы, произведенные боливийской полицией в перестрелке, убили как раз заложника, Хорхе Лонсдейла. Погибшие боевики же были расстреляны во внесудебном порядке.
Профсоюзный лидер и левый политик Филемон Эскобар впоследствии утверждал, что командующим CNPZ был бывший священник-иезуит, впоследствии депутат Рафаэль Пуэнте. За это заявление Эскобара даже исключили из Боливийского рабочего центра.